# Polistes bambusae
Polistes bambusae är en getingart som beskrevs av Richards 1978. Polistes bambusae ingår i släktet pappersgetingar, och familjen getingar. Utöver nominatformen finns också underarten P. b. humboldti.